# 161 Атхор
161 Атхор (161 Athor) — астероїд головного поясу, відкритий 19 квітня 1876 року.